# Erased (filme)
Erased, também conhecido como The Expatriate (prt: O Expatriado; bra: Perseguição Implacável), é um filme britano-belga-canadiano-estado-unidense dos géneros ação e suspense, realizado por Philipp Stölzl e escrito por Arash Amel.
Estreou-se na Bélgica a 26 de setembro de 2012, nos Estados Unidos a 17 de maio, no Canadá a 31 de maio, no Reino Unido a 5 de abril e em Portugal a 4 de abril de 2013.

## Elenco
- Aaron Eckhart .... Ben Logan
- Liana Liberato .... Amy Logan
- Olga Kurylenko .... Anna Brandt
- Neil Napier .... Derek Kohler / Markus Wolf
- Kate Linder .... diretora Gibbins
- Alexander Fehling .... Floyd
- Garrick Hagon .... James Halgate III
- Eric Godon .... Maitland
- Simone-Élise Girard .... rececionista de Halgate
- David Bark-Jones .... Marty Braemer
- Debbie Wong .... Mei Ling
- Jade Hassouné .... Abdi
- Nick Alachiotis .... Walter Smet
- Carlo Mestroni .... Oficial de campo
- Yassine Fadel .... Nabil